# Niki and the Dove
Niki and the Dove est un groupe suédois d'indie pop, originaire de Stockholm.

## Histoire
La musicienne Malin Dahlström faisait partie d'un groupe de danse et avait un projet solo appelé Disdishdance avant de rencontrer Gustaf Karlöf en février 2010 et de s'associer avec lui pour former Niki and the Dove. Quelques mois plus tard, ils sortent leur premier single DJ, Ease My Mind sur le label britannique Moshi Moshi, qui est bien accueilli par la critique. S'ensuit un changement de label pour Sub Pop et la sortie d'un premier EP (The Fox), qui accroît encore leur notoriété. Ils atteignent la cinquième place dans la catégorie des nouveaux venus Sound of... de la BBC pour l'année 2012.
Au printemps 2012, Niki and the Dove sort son premier album Instinct en Europe et aux États-Unis. En Grande-Bretagne et dans leur pays d'origine, la Suède, il se classe dans les charts officiels, tandis qu'aux États-Unis, il est répertorié dans le Heatseeker Chart. En 2013, ils sont récompensés par l'European Border Breakers Award (EBBA).

## Discographie

### Albums studio
- 2012 : Instinct (60e place en Suède[3], et au Royaume-Uni[4])
- 2016 : Everybody’s Heart Is Broken Now

### EP
- 2011 : The Fox
- 2011 : The Drummer

### Singles
- 2010 : DJ, Ease My Mind
- 2010 : Mother Protect
- 2012 : Tomorrow
- 2012 : Somebody
- 2012 : Love to the Test
- 2016 : Coconut Kiss
- 2017 : Sushi King
- 2019 : Sister Brother Mother Father
- 2021 : Galvanize